# The Simpsons: Minutes to Meltdown
The Simpsons: Minutes to Meltdown (en España traducido como Los Simpson, La Cuenta Atrás) es un juego creado por la compañía Electronic Arts en colaboración con Fox Mobile Entertainment y Gracie Films que salió en 2009 siendo exclusivo para móviles como única plataforma. En principio solo se podía descargar el juego siendo cliente de Vodafone. Posteriormente salió la posibilidad de descargar el juego con cualquier operador. Este juego es compatible con Huawei 710, LG, Motorola, Nokia, Samsung, Sharp, Siemens y Sony Ericsson. Es muy breve, pues es posible terminarlo en diez minutos.

## Desarrollo de la historia
La primera imagen muestra a Homer viendo la televisión junto al cerdito Plopper y en la pantalla aparece Kent Brockman interrumpiendo la emisión y anunciando lo siguiente: “Un cerdo destroza Springfield. Fusión nuclear en 30 minutos. El pueblo culpa a su dueño”.
Homer se asusta y aquí empieza la primera misión que se desarrolla en la casa de los Simpson y que consiste en coger el coche para dirigirse a la Central Nuclear. Para subir al coche, hay que seguir una serie de pistas otorgadas por Maggie y perseguir al cerdo hasta conseguir las llaves.
Una vez subido en el coche, un texto que aparece cuenta que Homer ha chocado y hay que llegar a pie hasta la Central. Con esta excusa comienza la segunda misión que se desarrolla en las destrozadas calles de Springfield y con las pistas de Barney, Apu y la ayuda de Krusty y del cerdo, se debe llegar hasta la Central Nuclear.
Ya en la Central Nuclear, comienza con la tercera y última misión cuyo objetivo es cerrar la válvula de fusión nuclear para salvar a Springfield. De nuevo se tendrá que seguir al cerdo por los pasillos de la Central y también se contará con la ayuda del Profesor Frink y del Sr. Burns hasta dar con la válvula que detendrá la fusión del núcleo.
En los créditos del juego aparece que ha sido escrito por Tim Long, Matt Selman y Matt Warburton, los mismos guionistas de la serie que se han encargado del guion del juego para consolas, también desarrollado por Electronic Arts.
- Datos: Q3522723